# 八大顷淖
八大顷淖，是一个位于中国内蒙古自治区乌兰察布市商都县大黑沙土镇境内的内流盐湖，地处大黑沙土镇政府驻地西南约12千米处，《中国湖泊志》在附录中记录一名为“八大顷湖”的湖泊，坐标位置为商都县七台镇三个井村东南一无名小湖，面积不足1.0平方千米，疑似即为本湖标注了错误坐标。按照八大倾湖的数据，湖面海拔为1330米，湖面面积1.0平方千米。
在2021年公布的商都县河湖长名录中，八大顷淖乡镇级湖长为大黑沙土镇中心主任赵玉芳。在同年公布的河湖管理范围中记载，八大顷淖湖泊面积1.18平方千米，管理范围划界长度6.81千米，管理范围面积2.46平方千米。